# Andries van Eertvelt
Andries van Eertvelt (Antwerpen, gedoopt op 25 maart 1590 – aldaar, augustus 1652), ook bekend als Andries van Ertvelt, Andries van Artvelt, Andries van Aertvelt, Andries van Artevelde, Andries van Artevelt, was een Zuid Nederlands Kunstschilder die de Vlaamse barokschilderkunst eboefende en bekend staat om zijn marines.
Hij werd meester bij het Antwerpse Sint-Lucasgilde in 1609. Hij woonde van 1628 tot 1630 in Genua waar hij in het huis van Cornelis de Wael woonde. Nadien keerde hij terug naar Antwerpen. Cornelis de Bie noemde hem de zoon van de zeeën. Anthony van Dyck schilderde zijn portret.
Alhoewel van Eertvelt geen nieuwe wegen insloeg, was hij een solide meester in zijn vak. Zijn sterkte was de weergave van een stormachtige zee samen met gedetailleerd geschilderde schepen. Hij behoort tot de kleine groep Vlaamse schilders die het genre marine beoefende en er succesvol mee was.

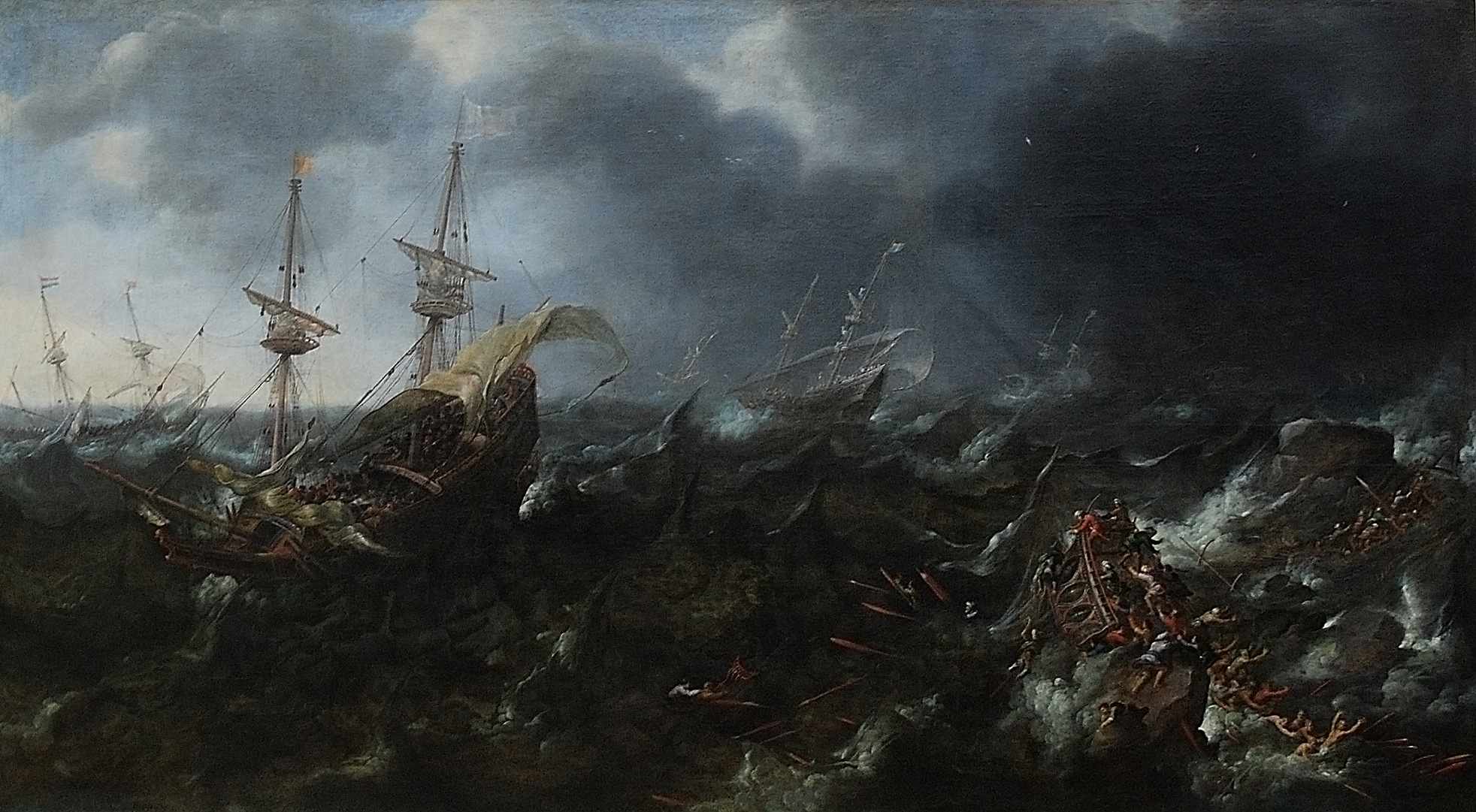
Schepen in nood van Andries van Eertvelt in het Museum voor Schone Kunsten te Gent
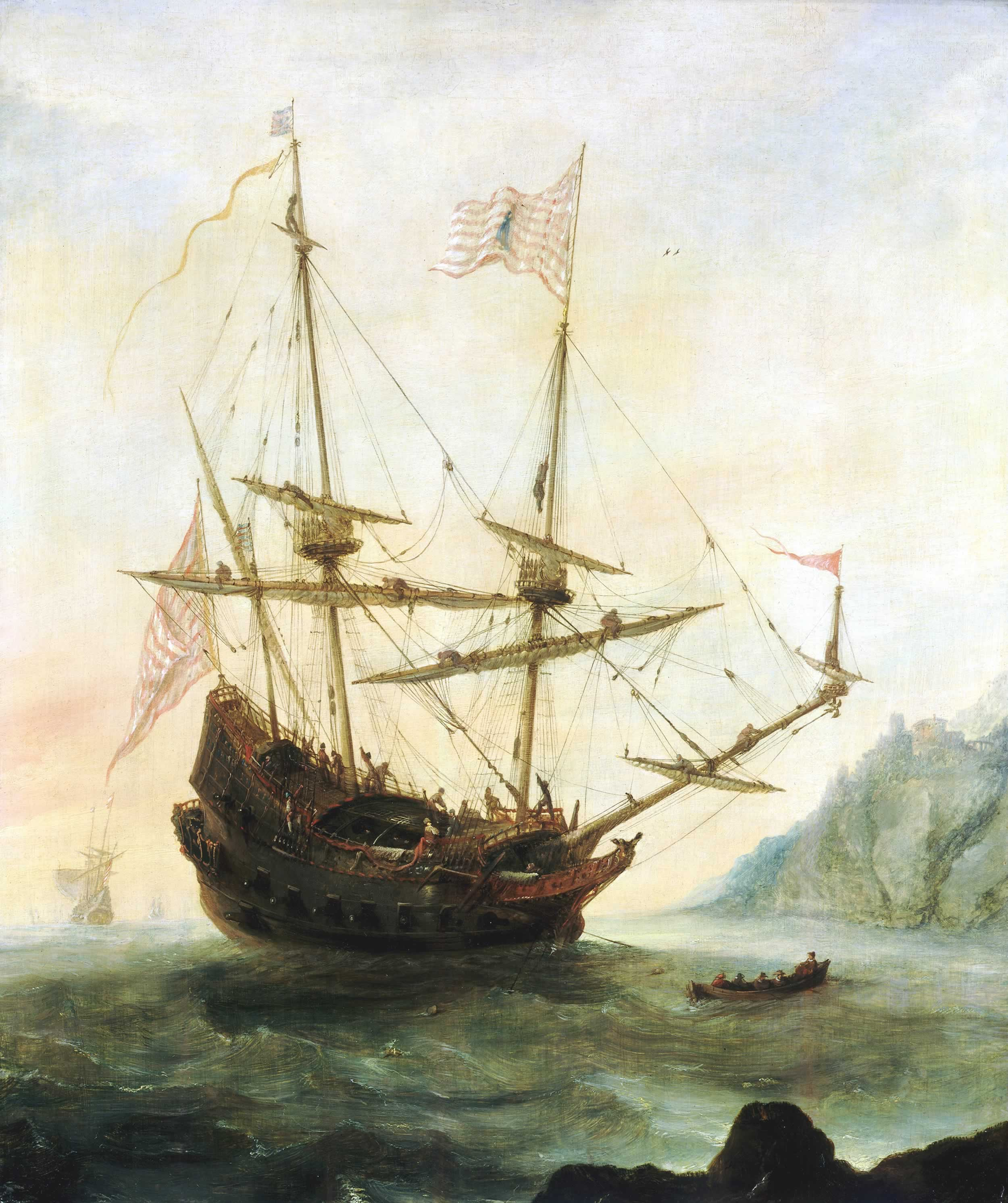
De Santa Maria van Andries van Eertvelt

- Biografisch Portaal: 22144349
- Gemeinsame Normdatei: 138541450
- International Standard Name Identifier: 0000 0000 7105 1180
- Nederlandse Thesaurus van Auteursnamen: 401584763
- RKD-Nederlands Instituut voor Kunstgeschiedenis: 25622
- Système universitaire de documentation: 232916608
- Union List of Artist Names: 500027471
- Virtual International Authority File: 90823282
- WorldCat: E39PBJtGXtxTCYJkFvWXvwmjmd